# Coupling
Coupling är en brittisk komediserie som producerades av BBC mellan 2000 och 2004. Serien sändes i fyra säsonger, och riktade sig främst till en vuxnare publik. I Sverige har serien visats både på SVT och TV4, dessutom finns den utgiven på DVD.

## Skådespelare
- Sarah Alexander - Susan Walker
- Gina Bellman - Jane Christie
- Jack Davenport - Steve Taylor
- Kate Isitt - Sally Harper
- Ben Miles - Patrick Maitland
- Richard Coyle - Jeff Murdock (säsong 1-3)
- Richard Mylan - Oliver Morris (säsong 4)

## Avsnitt

### Säsong 1
1. Flushed
2. Size matters
3. Sex, death and nudity
4. Inferno
5. The girls with two breasts
6. The cupboard of Patrick's love

### Säsong 2
1. The man with two legs
2. My dinner in hell
3. Her best friend's bottom
4. The melty man cometh
5. Jane and the truth snake
6. Gotcha
7. Dressed
8. Naked
9. The end of the line

### Säsong 3
1. Split
2. Faithless
3. Unconditional sex
4. Remember this
5. The freckle, the key and the couple who weren't
6. The girl with one heart
7. Perhaps, perhaps, perhaps

### Säsong 4
1. Nine and a half minutes
2. Nightlines
3. Bed time
4. Circus of epidurals
5. The naked livingroom
6. Nine and a half month